# Taegwan-gun
Taegwan-gun (koreanska: 대관군) är en kommun i Nordkorea.   Den ligger i provinsen Norra P'yŏngan, i den västra delen av landet, 140 km norr om huvudstaden Pyongyang.